# ورمن، رجستهن
ورمن، رجستهن (به انگلیسی: Varman, Rajasthan) یک روستا در هند است که در راجستان واقع شده‌است.

## خصوصیات
ورمن ۳٬۳۸۷ نفر جمعیت دارد.